# Теория запланированного поведения
В психологии теория запланированного поведения (ТЗП) представляет теорию, которая связывает убеждения с поведением.
Концепция предложена Исааком Айзеном в целях повышения прогнозирующей способности теории обоснованного действия за счет введения фактора воспринимаемого поведенческого контроля. Теория запланированного поведения — это теория, которая объясняет человеческое поведение. Она используется в исследованиях, посвященных связям между убеждениями, отношениями, поведенческими намерениями и поведением в различных областях, таких как реклама, связи с общественностью, рекламные кампании и здравоохранение.
Согласно этой теории, отношение к поведению, субъективные нормы и воспринимаемый поведенческий контроль в сочетании формируют поведенческие намерения и поведение индивида.

## Понятия ключевых переменных
Нормативное убеждение — восприятие индивидом социально-нормативного давления либо убеждений значимых других в отношении того, что индивид должен или не должен реализовывать такое поведение.
Субъективная норма — представление индивида о конкретном поведении, на которое оказывает влияние суждение значимых других (например, родителей, супруга, друзей, учителей).
Контролирующие убеждения — убеждения индивида о наличии факторов, которые могут способствовать либо препятствовать реализации поведения. Понятие воспринимаемого поведенческого контроля концептуально связано с понятием само-эффективности.
Воспринимаемый поведенческий контроль — воспринимаемая индивидом легкость или сложность реализации определенного поведения. Предполагается, что воспринимаемый поведенческий контроль определяется общим набором имеющихся контролирующих убеждений.
Поведенческое намерение — фактор, свидетельствующий о готовности индивида реализовать конкретное поведение. Принято считать, что поведенческое намерение непосредственно предшествует поведению. Поведенческое намерение основывается на отношении к поведению, субъективной норме и воспринимаемом поведенческом контроле; при этом каждый предиктор оценивается исходя из его значимости по отношению к поведению и исследуемому населению.
Поведение — наблюдаемая реакция индивида в конкретной ситуации в связи с конкретной задачей. Как утверждает Айзен, поведение представляет собой зависимость сочетаемых намерений и представлений поведенческого контроля, поскольку предполагается, что воспринимаемый поведенческий контроль сдерживает влияние намерения на поведение, так что благоприятное намерение приводит к поведению только в случае значительного воспринимаемого поведенческого контроля.

## Концептуальное / функциональное сравнение
Воспринимаемый поведенческий контроль и само-эффективность
Как утверждал Айзен (1991) в теории планируемого поведения, представление о роли воспринимаемого поведенческого контроля восходит к концепции само-эффективности, предложенной Альбертом Бандурой. Совсем недавно Мартин Фишбейн и Джозеф Капелла высказали мнение о том, что само-эффективность подобна воспринимаемому поведенческому контролю в его интегративной модели, которая в предыдущем исследовании также измеряется с помощью параметров само-эффективности.
В предыдущих исследованиях структура и количество учитываемых параметров воспринимаемого поведенческого контроля зависели от каждой конкретной темы, связанной со здоровьем. Например, при рассмотрении тем, связанных с курением, воспринимаемый поведенческий контроль обычно измеряется с помощью таких параметров, как «Я не ощущаю зависимости, потому что на самом деле могу не курить и не испытывать тяги к курению» и «Я мог бы без труда бросить курить».
Концепция само-эффективности опирается на социально-когнитивную теорию Бандуры и рассматривает уверенность в возможности успешной реализации поведения, необходимого для получения результата. Понятие самоэффективности используется в качестве понятия воспринимаемого поведенческого контроля, который означает представление о легкости или сложности конкретного поведения и связан с контролирующими убеждениями, что относится к убеждениям о наличии факторов, которые могут способствовать либо препятствовать эффективности поведения.
Как правило, само-эффективность измеряется с помощью параметров, начинающихся с «Я уверен, что смогу … (например, заниматься физическими упражнениями, бросить курить и т. д.)», посредством инструмента самоотчета в анкетах-опросниках. В частности, инструмент самоотчета старается измерить уверенность в возможности, выполнимости или вероятности реализации определенного поведения.

### Отношение к поведению и ожидаемость результата
Теория запланированного поведения определяет характер взаимосвязей между убеждениями и отношением. Согласно этим моделям, оценка поведения или отношение людей к поведению обусловлено имеющимися у них убеждениями относительно поведения; при этом убеждение означает субъективную вероятность того, что поведение приведет к определенному результату. В частности, оценка каждого результата влияет на отношение прямо пропорционально субъективному представлению человека о вероятности того, что поведение приведет к необходимому результату.
Понятие ожидаемости результата восходит к модели ожидаемой полезности и представляет переменную, связывающую убеждение, отношение и ожидание. Понятие положительной оценки реализации личностью конкретного поведения в теории запланированного поведения сходно с понятием воспринимаемой выгоды, которое рассматривает убеждения относительно эффективности предлагаемого превентивного поведения путем уменьшения уязвимости по отношению к негативным результатам, тогда как негативная оценка реализации конкретного поведения связана с воспринимаемыми барьерами и относится к оценке возможных негативных последствий, к которым может привести реализация выбранного поведения, связанного со здоровьем.

### Социальное влияние
Понятие социального влияния определяется социальной нормой и нормативным убеждением, как в теории обоснованного действия, так и в теории запланированного поведения. Развитые мысли индивидов относительно субъективных норм — это представление о том, ожидают ли от них друзья, семья и общество реализации рекомендованного поведения. Социальное влияние измеряется путем оценки различных социальных групп.
Например, случай, связанный с проблемой курения:
1. Субъективные нормы, характерные для группы сверстников, включают в себя такие мысли, как «Большинство моих друзей курят» или «Мне стыдно курить перед теми друзьями, которые не курят»;
2. Субъективные нормы, характерные для семьи, включают в себя такие мысли, как «Все в моей семье курят: вполне естественно тоже начать курить» или «Мои родители сильно разозлились, когда я начал курить»; а также
3. Субъективные нормы, характерные для общества или культуры, включают в себя такие мысли, как «Все против курения» и «Мы предполагаем, что никто не курит».

В то время как большинство моделей концептуализируются в пределах конкретного когнитивного пространства, теория запланированного поведения рассматривает социальное влияние, например, социальную норму и нормативное убеждение, исходя из коллективистских, связанных с культурой переменных. Учитывая, что поведение индивида (например, решения, связанные со здоровьем, как соблюдение диеты, использование презервативов, отказ от курения и алкоголя и пр.) может прекрасно фиксироваться и зависеть от социальных сетей и организаций (например, группа сверстников, семья, школа и рабочий коллектив), то фактор социального влияния оказался важным дополнением.

## Модель
Человеческое поведение обусловлено тремя факторами: «поведенческими убеждениями», «нормативными убеждениями» и «контролирующими убеждениями». С учетом всех соответствующих аспектов, «поведенческие убеждения» создают благоприятное или неблагоприятное «отношение к поведению»; результатом «нормативных убеждений» является «субъективная норма», а «контролирующие убеждения» порождают «воспринимаемый поведенческий контроль».
В сочетании «отношение к поведению», «субъективная норма» и «воспринимаемый поведенческий контроль» приводят к формированию «поведенческого намерения». В частности, допускается, что «воспринимаемый поведенческий контроль», оказывает воздействие на реальное поведение не только напрямую, но и косвенно — посредством поведенческого намерения.
Как правило, чем более благоприятно отношение к поведению и субъективная норма и чем больше воспринимаемый поведенческий контроль, тем сильнее должно быть намерение человека реализовать определенное поведение. В конечном счете, учитывая достаточную степень фактического контроля над поведением, предполагается, что при появлении возможности люди должны реализовывать свои намерения.

## Оценка теории

### Сильные стороны
Теория запланированного поведения может охватывать непроизвольное поведение людей, которое нельзя объяснить с точки зрения теории обоснованного действия. Поведенческое намерение индивида не может быть исключительным фактором, определяющим поведение, если контроль индивида над поведением является неполным. Благодаря включению фактора «воспринимаемого поведенческого контроля» теория запланированного поведения может объяснять связь между поведенческими намерениями и реальным поведением. В ходе нескольких исследований доказано, что ТЗП позволяет точнее прогнозировать связанные со здоровьем поведенческие намерения, чем теория обоснованного действия. Так, ТЗП повысила прогнозируемость намерения в различных вопросах, связанных со здоровьем, например, использование презервативов, отдых, физические упражнения, диета и т. д.
Кроме того, рассматривая «социальную норму» в качестве важной переменной, теория запланированного поведения и теория обоснованного действия могут объяснять социальное поведение.

### Ограничения
Некоторые ученые утверждают, что теория запланированного поведения основывается на когнитивной обработке, на этих основаниях подвергая данную теорию критике. Однако в этой теории нигде не утверждается, что отношения формируются осознанно или, например, что оценка убеждений не подвержена влиянию эмоций. Теория запланированного поведения не затрагивает происхождение убеждений и их оценок и, следовательно, утверждения о том, что она исключает эмоцию, на самом деле не имеют оснований. Тем не менее, критики продолжают предъявлять такие необоснованные претензии. Очевидно, что эмоциям в значительной мере могут быть подвержены многие модели поведения. Однако, вопреки критике, этот факт не обязательно является недостатком в прогнозировании такого поведения. Сильные эмоции связаны с этой моделью, поскольку они могут влиять на убеждения и другие элементы этой модели. Низкая прогнозируемость связанного со здоровьем поведения, которое рассматривалось в упоминаемых выше исследованиях в области здравоохранения, может объясняться неверным применением модели, соответствующих методов и измерений. Большинство исследований являются корреляционными, соответственно, требуется больше доказательств, основанных на экспериментальных исследованиях, хотя экспериментам в связи с их характером недостает внешней валидности, поскольку они в первую очередь предполагают внутреннюю валидность.